# Exodeconus miersii
Exodeconus miersii är en potatisväxtart som först beskrevs av Joseph Dalton Hooker, och fick sitt nu gällande namn av W.G. D'arcy. Exodeconus miersii ingår i släktet Exodeconus och familjen potatisväxter. Inga underarter finns listade i Catalogue of Life.